# Aqüeducte de les Aigües a Vilanova i la Geltrú II
L'Aqüeducte de les Aigües a Vilanova i la Geltrú II és una obra de Castellet i la Gornal (Alt Penedès) inclosa a l'Inventari del Patrimoni Arquitectònic de Catalunya. Es tracta d'un aqüeducte de tres arcs, de les aigües, que des de Castellet són portades a Vilanova i la Geltrú, un dels arcs està sobre la carretera.